# La Ferrière-sur-Risle
La Ferrière-sur-Risle ist eine französische Gemeinde mit 201 Einwohnern (Stand: 1. Januar 2022) im Département Eure in der Region Normandie. Sie gehört zum Kommunalverband Pays de Conches. La Ferrière-sur-Risle hat die höchste Einwohnerdichte der Gemeinden des Kantons Conches-en-Ouche und die zweithöchste Einwohnerdichte der Gemeinden des ganzen Départements.

## Geografie

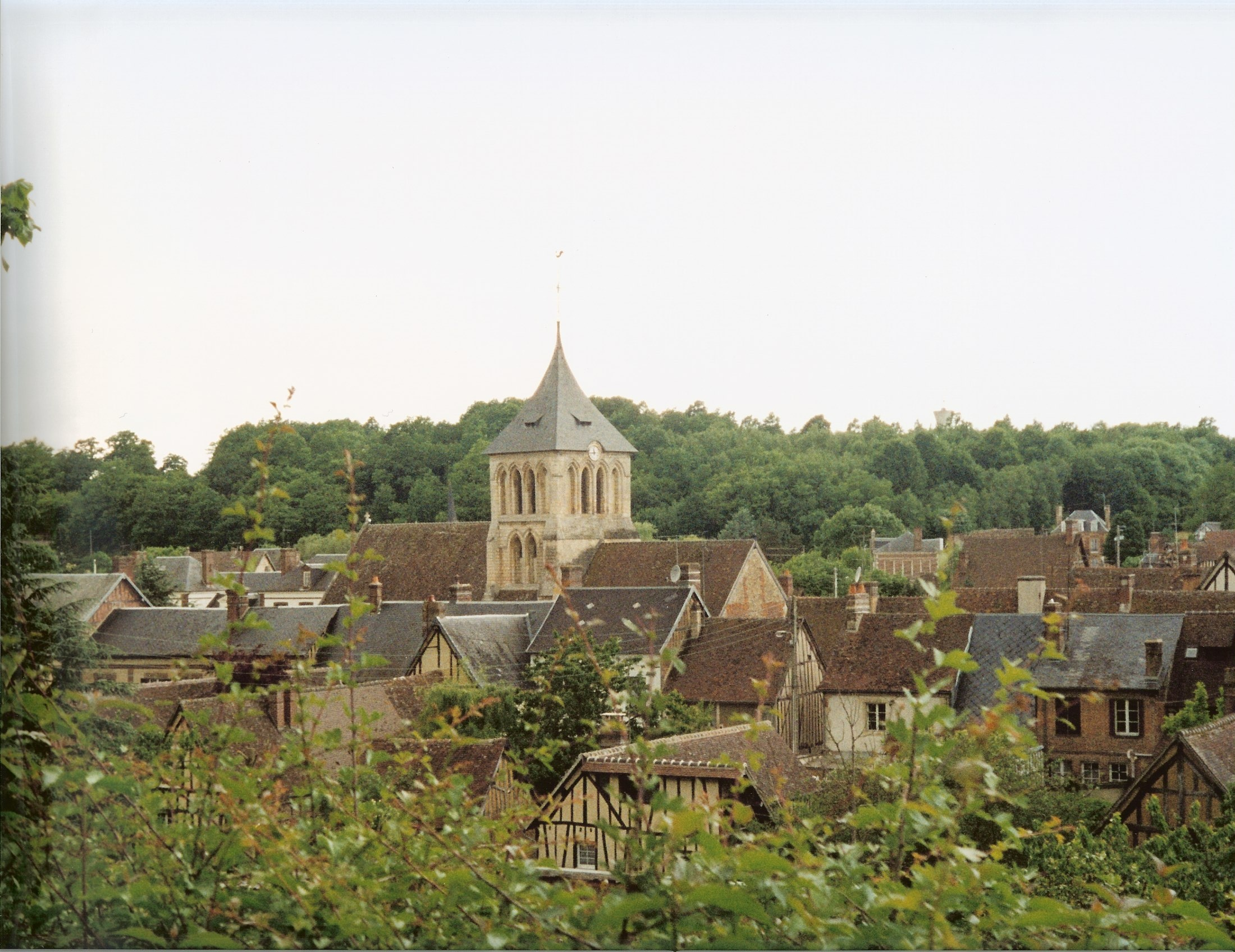
Blick auf La Ferrière-sur-Risle

La Ferrière-sur-Risle liegt in Nordfrankreich in der Landschaft Pays d’Ouche, 74 Kilometer nordöstlich von Le Havre und 26 Kilometer südwestlich von Évreux, dem Hauptort des Départements Eure. Nachbargemeinden von La Ferrière-sur-Risle sind Mesnil-en-Ouche im Nordwesten, Collandres-Quincarnon im Nordosten, Sébécourt im Osten und La Vieille-Lyre mit Champignolles im Südwesten. Das Gemeindegebiet umfasst 24 Hektar, die mittlere Höhe beträgt 140 Meter über dem Meeresspiegel, die Mairie steht auf einer Höhe von 126 Metern.
Die Risle trennt La Ferrière-sur-Risle und Ajou (Ortsteil von Mesnil-en-Ouche). Der Fluss tritt manchmal über das Ufer und überschwemmt die Straßen. Nach Gewittern wurde früher sogar die Kirche überschwemmt. Daher wurde ein Kanal gebaut, der südlich des Ortskerns verläuft. In den Jahren 1990, 1991 und 2001 kam es trotzdem zu Überschwemmungen. Von März bis Dezember 2001 war der Grundwasserspiegel erhöht.
La Ferrière-sur-Risle ist einer Klimazone des Typs Cfb (nach Köppen und Geiger) zugeordnet: Warmgemäßigtes Regenklima (C), vollfeucht (f), wärmster Monat unter 22 °C, mindestens vier Monate über 10 °C (b). Es herrscht Seeklima mit gemäßigtem Sommer.

## Geschichte
| Jahr | Einwohner |
| ---- | --------- |
| 1793 | 474       |
| 1831 | 604       |
| 1861 | 514       |
| 1891 | 401       |
| 1931 | 316       |
| 1946 | 286       |
| 1982 | 309       |
| 2017 | 221       |

An der Grenze des Gemeindegebiets finden sich Spuren eines antiken Wegs, der mit der Römerstraße von Brionne (Breviodurum) nach Dreux (Durocasses) verbunden war. Seit der gallo-römischen Zeit (52 v. Chr. bis 486 n. Chr.) wurde auf dem Gemeindegebiet Eisenerz im Tagebau gefördert. Auch der Name der Gemeinde bezieht sich auf den Eisenerzabbau. Er wurde im 11. Jahrhundert erstmals urkundlich erwähnt. Ferrière entwickelte sich aus dem lateinischen Wort ferraria, das ‚zum Eisen gehörig‘ bedeutet. Der Handel mit Eisen führte zu einem Wachstum der Gemeinde. Der Eisengehalt des Erzes lag bei 30 %, das erscheint nicht viel, war für die damalige Zeit jedoch ausreichend. Beim Hausbau wurden unter anderem grünliche Steine verwendet, bei denen es sich um Schlacken des Gießereibetriebs handelt. 1248 gab es mehrere Wassermühlen in der Gemeinde. 1675 wurde ein neuer Hochofen gebaut und in Betrieb genommen. Die letzte Wassermühle wurde im 19. Jahrhundert erbaut. In der Mitte des 19. Jahrhunderts stellte das Eisenwerk von La Ferrière-sur-Risle seine Arbeit endgültig ein, als letztes Werk im Kanton Conches und als eines der Letzten in Eure.
1793 erhielt La Ferrière-sur-Risle unter dem Namen La Ferrière sur Rille den Status einer Gemeinde und 1801 durch die Verwaltungsreform unter Napoleon Bonaparte (1769–1821) unter dem Namen La Ferrières-sur-Rille das Recht auf kommunale Selbstverwaltung.
Im Deutsch-Französischen Krieg (1870–1871) war La Ferrière-sur-Risle im November 1870 von preußischen Truppen besetzt.

## Kultur und Sehenswürdigkeiten

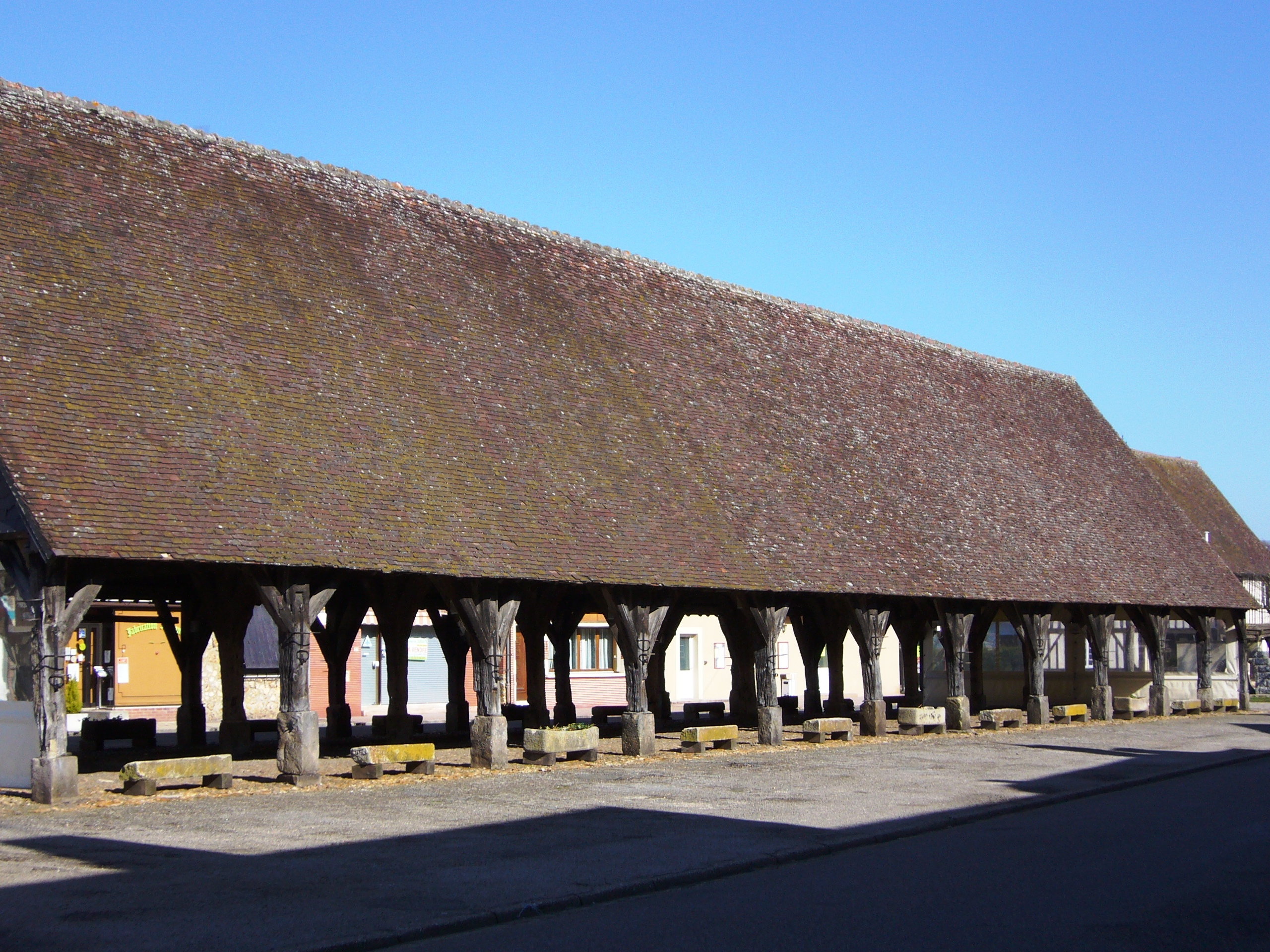
Markthalle aus dem 16. Jahrhundert

La Ferrière-sur-Risle ist mit zwei Blumen im Conseil national des villes et villages fleuris (‚Nationalrat der beblümten Städte und Dörfer‘) vertreten. Die „Blumen“ werden im Zuge eines regionalen Wettbewerbs verliehen, wobei maximal drei Blumen erreicht werden können. Bis 1999 gab es eine als Site Classé denkmalgeschützte Lindenallee. Die Linden wurden 1999 gefällt und erneut gepflanzt.

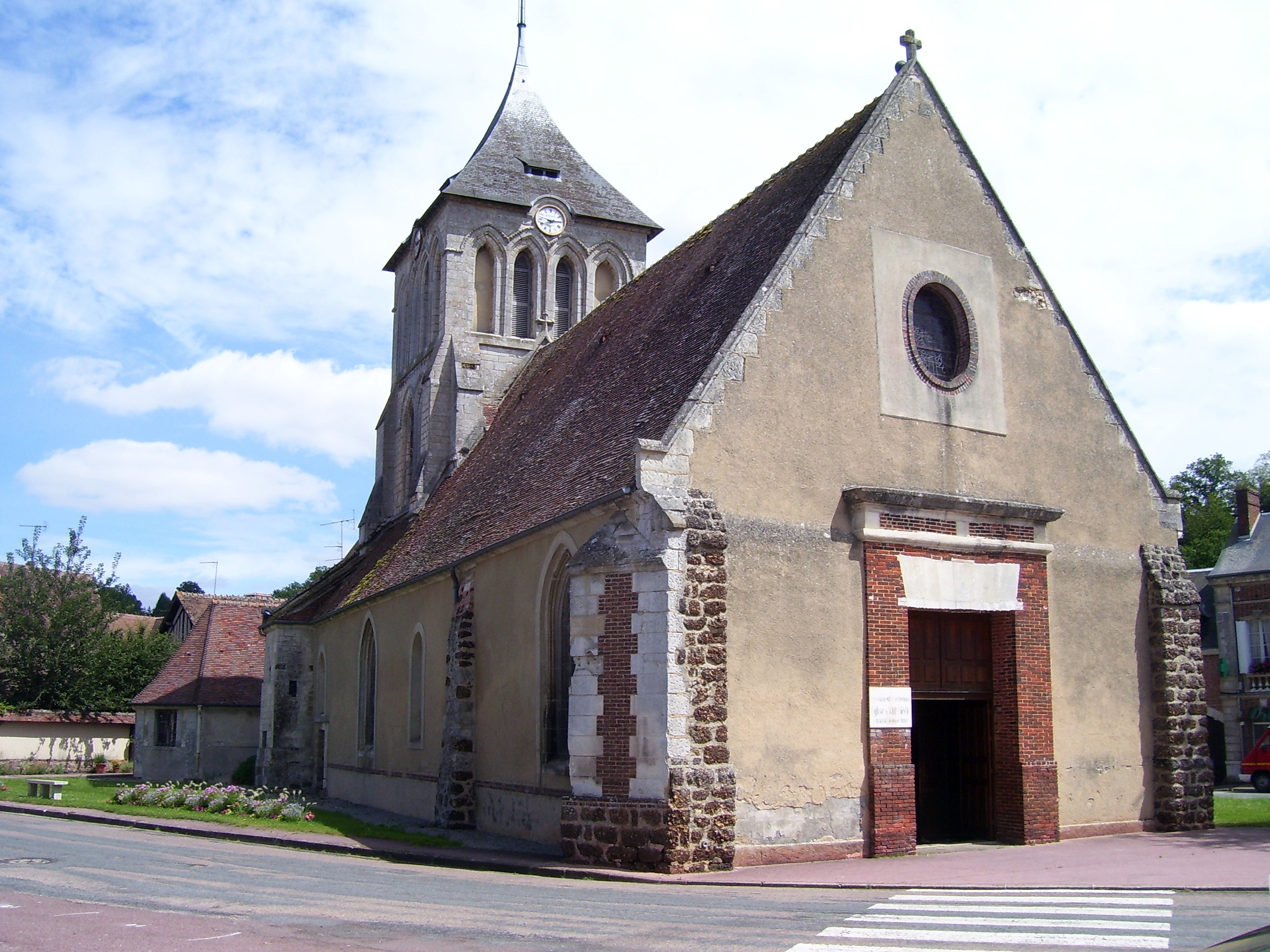
Die Kirche Saint-Georges

Die römisch-katholische Gemeinschaft Communauté des Bois et des Plaines gehört zur Pfarrei Pays de Conches des Bistums Évreux.
Die Kirche Saint-Georges aus dem 13. Jahrhundert wurde 1913 als Monument historique (‚historisches Denkmal‘) klassifiziert. Das Altarretabel aus dem 17. Jahrhundert mitsamt drei Statuen wurde 1907 als Monument historique eingestuft. Weitere Skulpturen wurden 1963 denkmalgeschützt. Dazu gehört eine Statue der Maria mit dem Kind aus dem 14. Jahrhundert, eine Pietà aus dem 16. Jahrhundert und eine Statue des Erzengels Michael aus dem 17. Jahrhundert. Eine der Kirchenglocken wurde 1703 von dem Glockengießer Laurent Aubert aus Lisieux gegossen und 1981 als historisches Denkmal klassifiziert. Der Glaskünstler François Décorchemont entwarf 1960 eines der Kirchenfenster.
Ein Haus und die Markthalle aus dem 16. Jahrhundert wurde 1926 in das Zusatzverzeichnis der Monuments historiques eingetragen.
Eine der Gerbereien von La Ferrière-sur-Risle war bis ins 20. Jahrhundert hinein in Betrieb. Das Gebäude gehört heute der Communauté de communes du Pays de Conches. Es wird seit 2010 für kulturelle Veranstaltungen genutzt.

## Wirtschaft und Infrastruktur
Es gibt eine Primarschule in La Ferrière-sur-Risle und mehrere Geschäfte, unter anderem einen Lebensmitteleinzelhandel und eine Bäckerei. Der nächstgelegene Bahnhof steht im Kantonshauptort Conches-en-Ouche. Der nächste Flughafen ist der 52,8 Kilometer entfernt liegende Flughafen Rouen.
Im Jahr 2009 waren 18,3 Prozent der Erwerbstätigen in der Gemeinde beschäftigt, die anderen waren Pendler. 11,7 Prozent der Arbeitnehmer waren arbeitslos.

### Lokale Produkte
Auf dem Gemeindegebiet gelten geschützte geographische Angaben (IGP) für Schweinefleisch (Porc de Normandie), Geflügel (Volailles de Normandie) und Cidre (Cidre de Normandie und Cidre normand).